# Histoire du golf

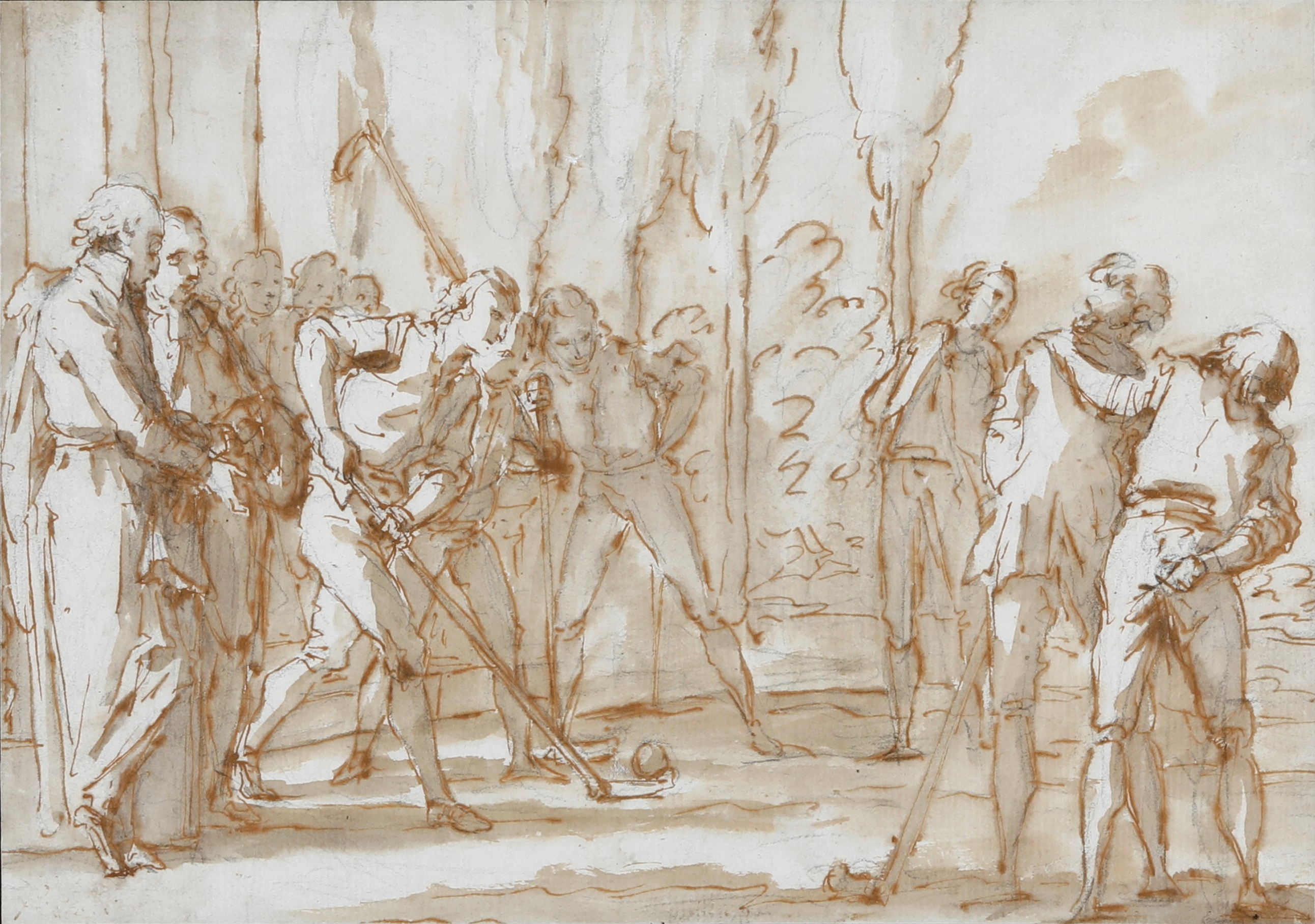
Représentation du XVIIIe siècle, d'une partie de golf, par Antonio Zucchi.

L'histoire du golf peut trouver ses origines les plus lointaines dans l'Antiquité où de nombreux jeux de balles et de bâtons coexistent. Cependant, la version actuelle telle qu'elle existe trouve son origine en Europe, tout d'abord aux Pays-Bas (vers le XIIIe siècle) avant d'être régulé en Écosse (en 1754). Avec l'amélioration du matériel et la révolution industrielle, ce sport connaît une véritable expansion au XIXe siècle, d'abord aux États-Unis qui devient alors la nation dominante avant la Seconde Guerre mondiale puis après cette guerre dans le reste du monde (à travers l'Europe, l'Asie, l'Amérique du Sud et l'Afrique).

## Genèse du golf
Le golf est né en Europe.